# Wesley Vanbelle
Wesley Vanbelle (Bonheiden, 5 augustus 1986) is een Belgische voetballer die onder contract staat bij Cercle Brugge. Sinds het seizoen 2004-2005 speelde hij bij KV Mechelen in de eerste ploeg. Eerder kwam hij al sinds 1995 voor de Mechelse jeugdploegen uit. In het seizoen 2007-2008 maakte hij zijn debuut in de Belgische eerste klasse. Hij kwam niet veel aan de bak en tekende voor 2008-2009 een 2-jarig contract bij SK Beveren.
Op 31 augustus 2010 werd bekend dat hij een tweejarig contract tekende bij FC Eindhoven. Vanaf het seizoen 2013-2014 speelt hij voor Eendracht Aalst. Hij tekende een tweejarig contract. Hij debuteerde op de eerste speeldag van het seizoen tegen Antwerp FC. Hij werd na het seizoen 2013-2014 door de supporters verkozen tot Man van het Seizoen.

## spelerscarrière
| seizoen | club            | land      | competitie               | wed. | goals |
| ------- | --------------- | --------- | ------------------------ | ---- | ----- |
| 2004/05 | KV Mechelen     | België    | Derde Klasse A           | 15   | 0     |
| 2005/06 | KV Mechelen     | België    | Tweede Klasse            | 26   | 0     |
| 2006/07 | KV Mechelen     | België    | Tweede Klasse            | 23   | 1     |
| 2007/08 | KV Mechelen     | België    | Jupiler League           | 7    | 0     |
| 2008/09 | KSK Beveren     | België    | EXQI League              | 34   | 2     |
| 2009/10 | KSK Beveren     | België    | EXQI League              | 22   | 2     |
| 2010/11 | FC Eindhoven    | Nederland | Eerste divisie Nederland | 22   | 0     |
| 2011/12 | FC Eindhoven    | Nederland | Eerste divisie Nederland | 29   | 2     |
| 2012/13 | FC Eindhoven    | Nederland | Eerste divisie Nederland | 25   | 0     |
| 2013/14 | Eendracht Aalst | België    | Belgacom League          | 28   | 7     |
| 2014/15 | Eendracht Aalst | België    | Belgacom League          | 29   | 6     |
| 2015/16 | Cercle Brugge   | België    | Proximus League          | 11   | 1     |
| 2016/17 | Cercle Brugge   | België    | Proximus League          | 12   | 0     |
| 2017/18 | Cercle Brugge   | België    | Proximus League          | 15   | 1     |
| 2018/19 | Lommel SK       | België    | Proximus League          | 5    | 0     |
| 2019/20 | KSV Roeselare   | België    | Proximus League          | 15   | 1     |
| Totaal  | Totaal          | Totaal    | Totaal                   | 294  | 24    |